# Chrysoexorista marginata
Chrysoexorista marginata är en tvåvingeart som först beskrevs av Aldrich och Herbert John Webber 1924.  Chrysoexorista marginata ingår i släktet Chrysoexorista och familjen parasitflugor.
Artens utbredningsområde är Colorado. Inga underarter finns listade i Catalogue of Life.